# Miconia opacifolia
Miconia opacifolia är en tvåhjärtbladig växtart som beskrevs av James Francis Macbride. Miconia opacifolia ingår i släktet Miconia och familjen Melastomataceae. Inga underarter finns listade i Catalogue of Life.